# Masha Wattanapanich
Marion Ursula Marsha Vadhanapanich (tailandês: มาช่า วัฒนพานิช), (24 de agosto de 1970) é uma atriz e cantora tailandêsa. Marsha tem um filho com seu primeiro marido, o cantor tailandês Amphol Lumpoon. Filha de mãe alemã e pai tailandês, Marsha já estreou em filmes como Alone onde interpreta o papel de Pim/Ploy.